# Kloster Schlüsselau

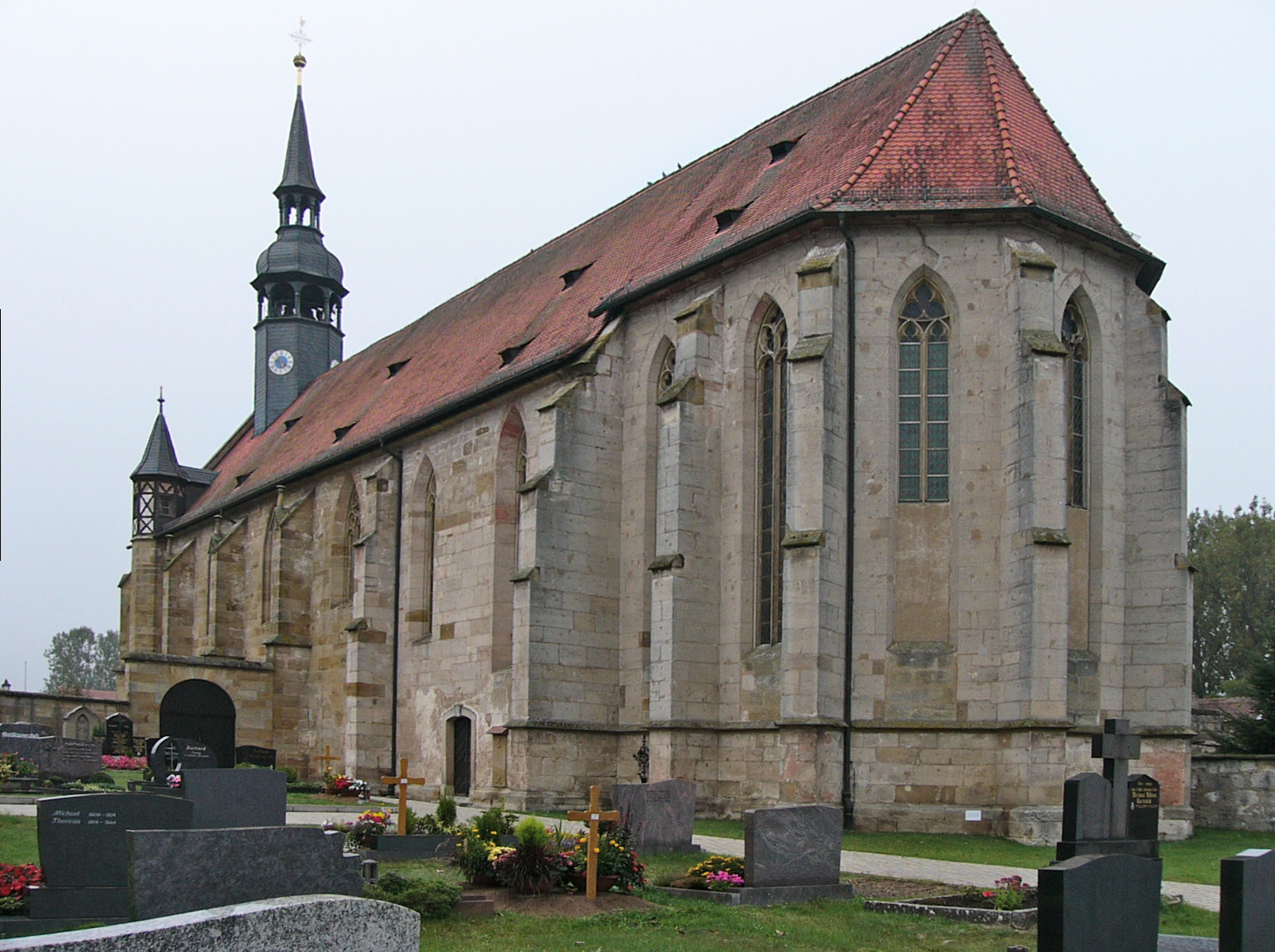
Erneuertes Kirchenschiff der Wallfahrtskirche mit ursprünglichem Chor

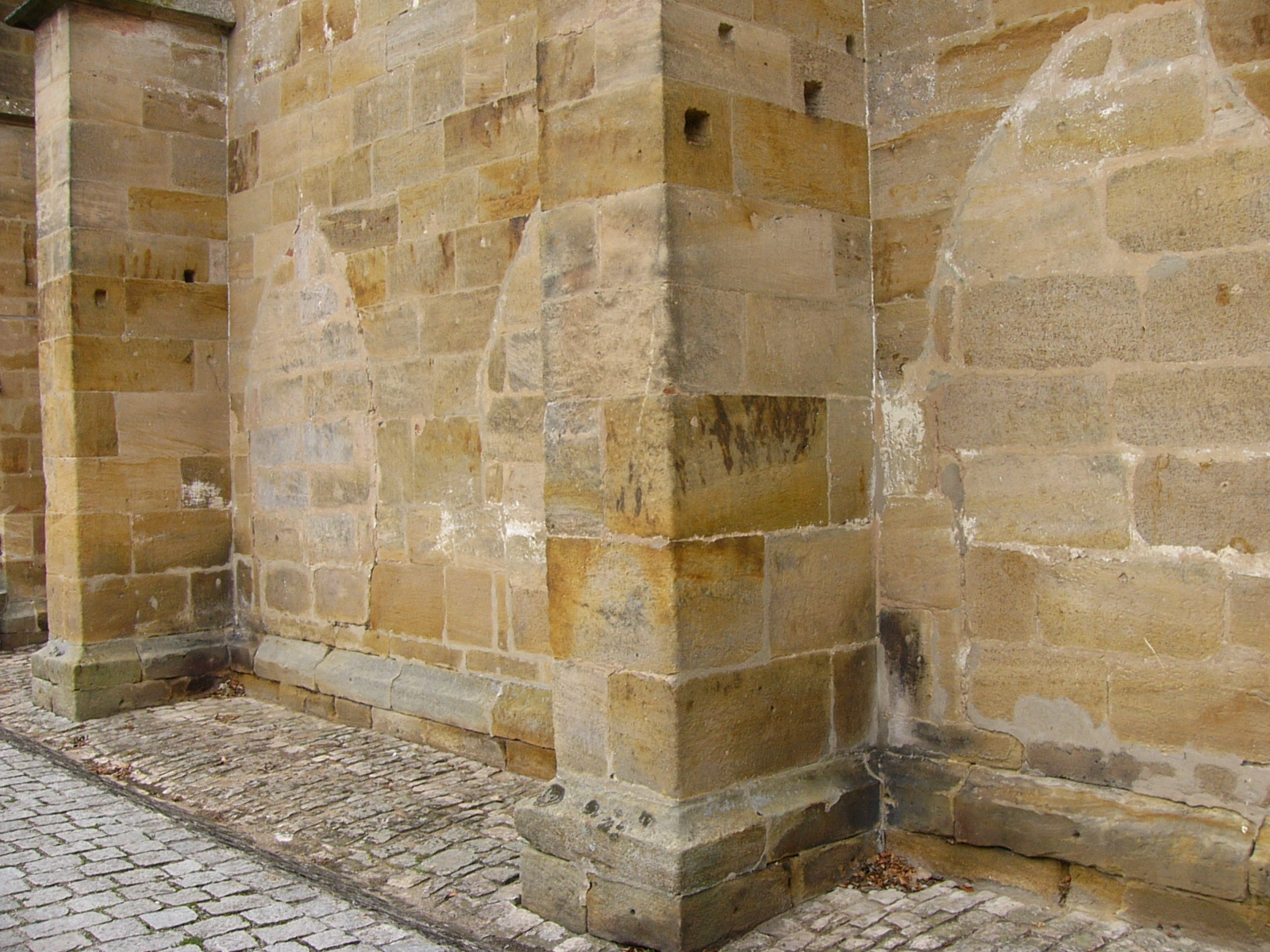
Spuren des ehemaligen Kreuzganges an der Außenwand der Kirche

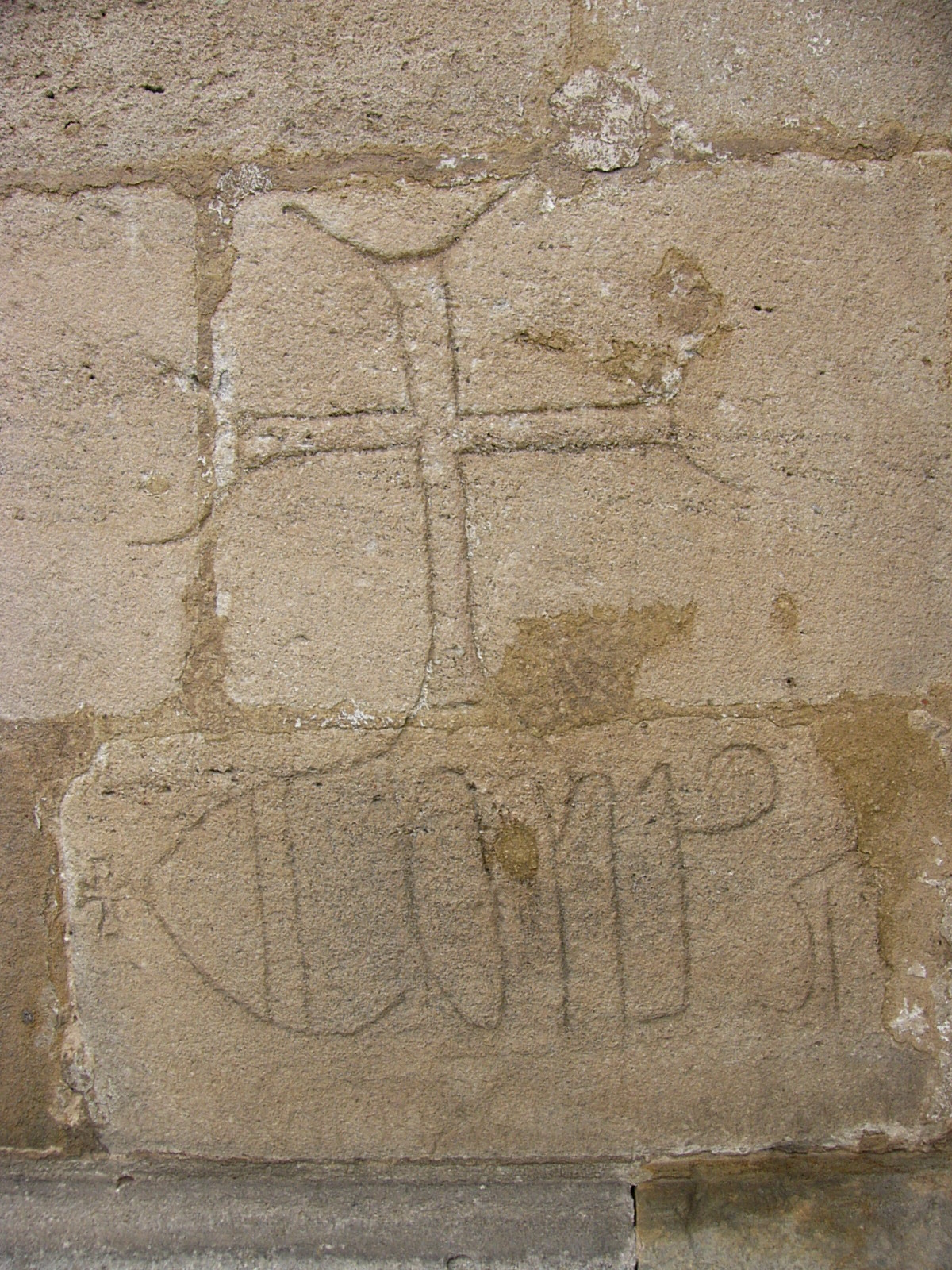
Markierung der Grabstelle des mit dem Kirchenbann belegten Konrads II. an der Außenwand der Klosterkirche

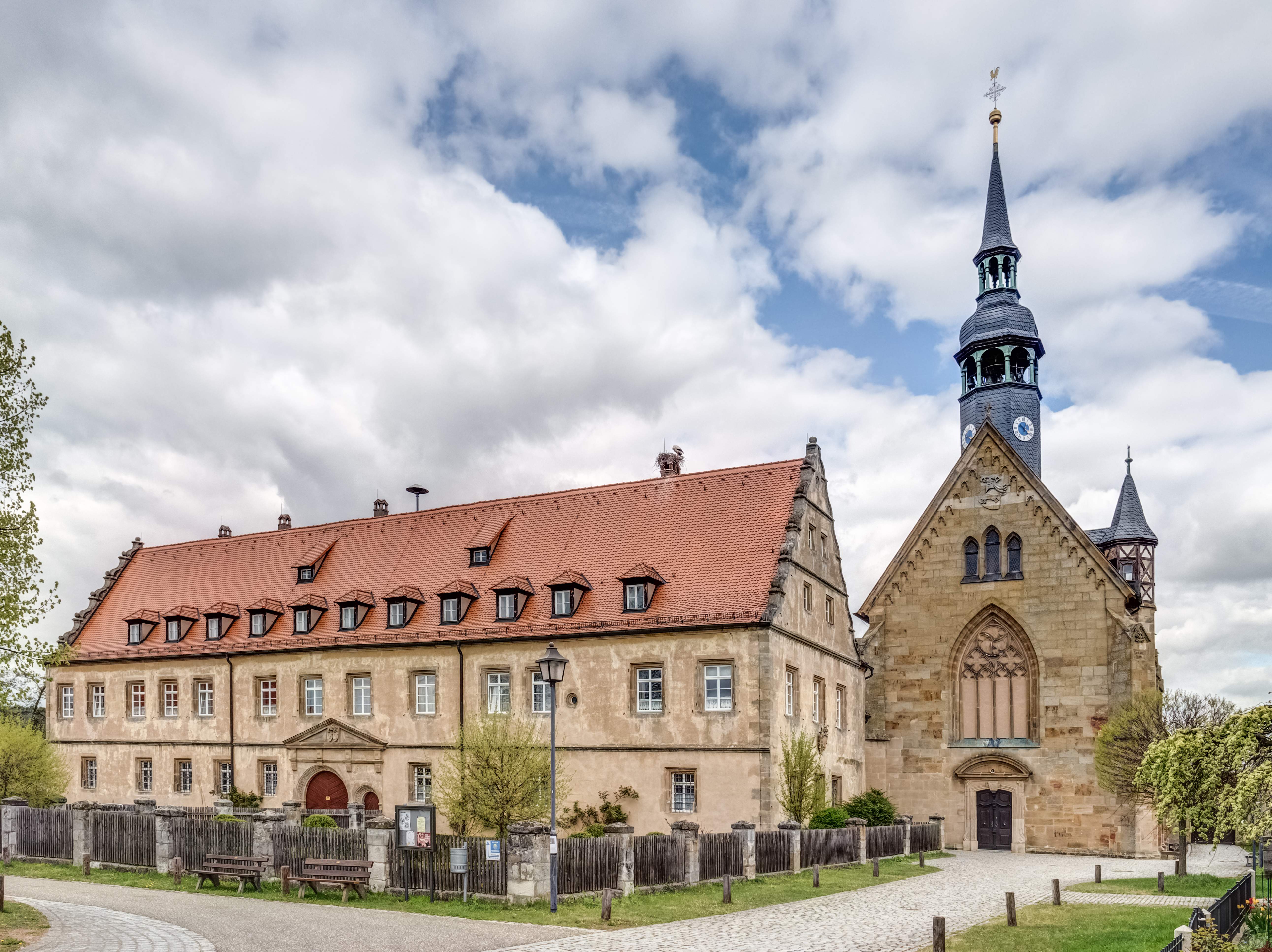
Fürstbischöfliches Amtsgebäude (17. Jh.) und Westwerk der erneuerten Kirche (17. bis 19. Jh.)

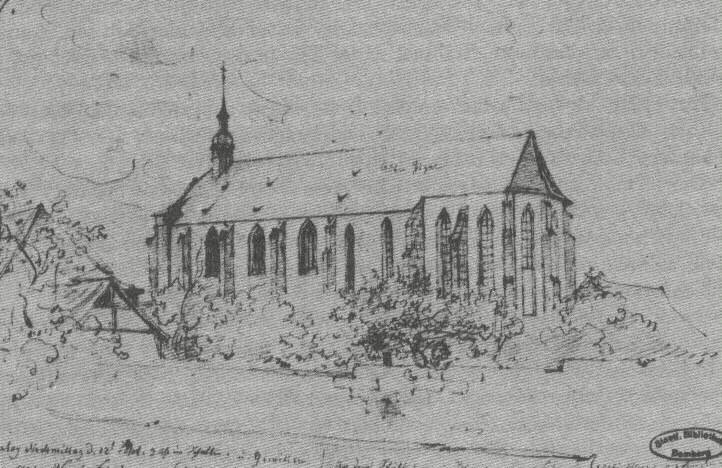
Wallfahrtskirche von Südosten, Bleistift-Skizze von Carl August Lebschée

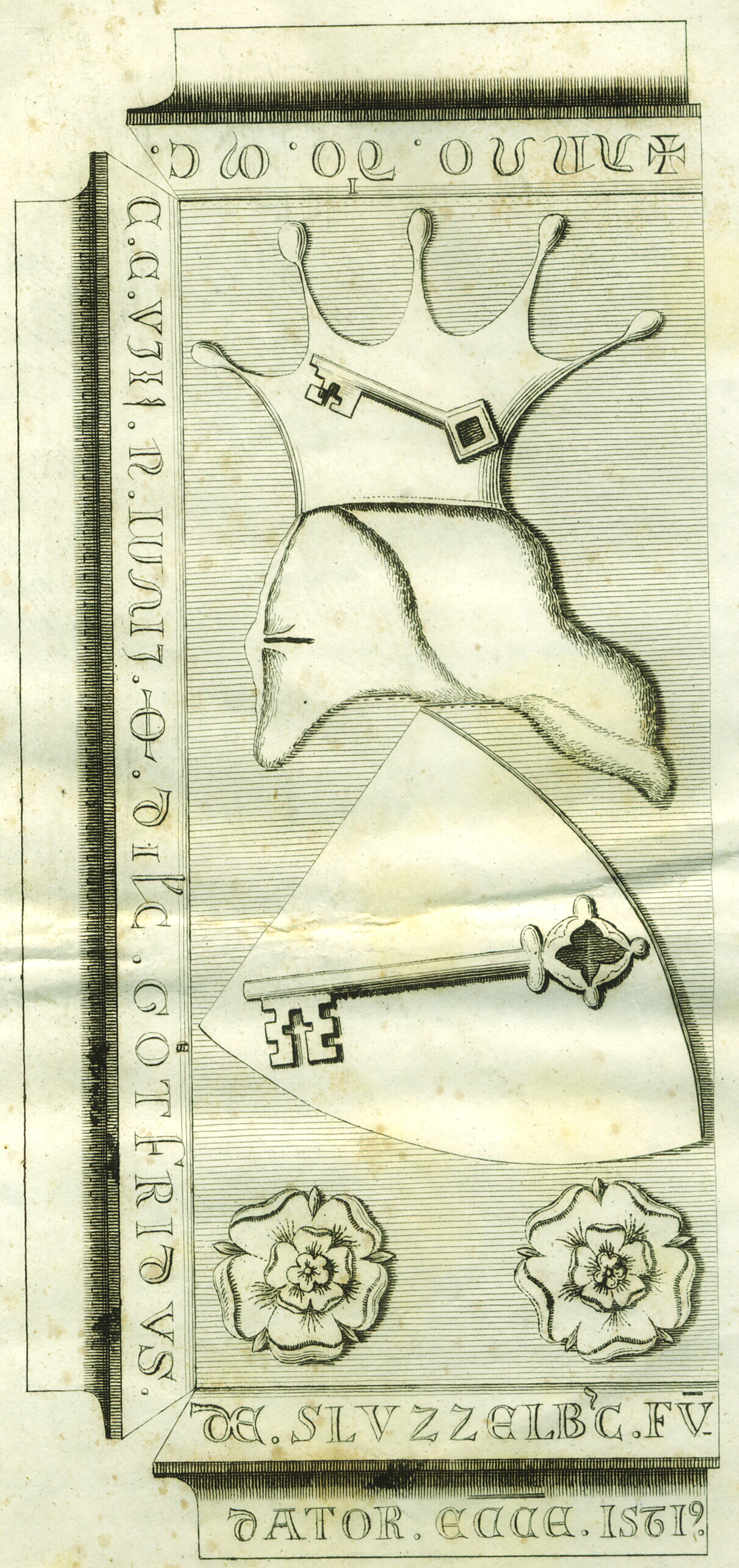
Grabmal des Kirchenstifters Gottfried von Schlüsselberg, Kupferstich von 1821

Das Kloster Schlüsselau in Schlüsselau, Gemeinde Frensdorf in der Erzdiözese Bamberg wurde um 1280 von den fränkischen Edelfreien von Schlüsselberg gestiftet und mit Zisterzienserinnen besetzt. Im Bauernkrieg wurde die Klosteranlage niedergebrannt und nach ihrem Wiederaufbau im Zweiten Markgrafenkrieg endgültig zerstört. Der Bamberger Fürstbischof Johann Philipp von Gebsattel errichtete ein repräsentatives Amtsgebäude neben der Kirche, die seit dem 16. Jahrhundert als Wallfahrtskirche dient.

## Geschichte des Klosters

### Klostergründung
Eberhard IV. von Schlüsselberg († 1283) und seine Söhne Konrad I. und Gottfried von Schlüsselberg stifteten um 1280 in dem Ort Seppendorf, heute Schlüsselau, ein adliges Zisterzienserinnenkloster als Hauskloster. Eine Stiftungsurkunde liegt zwar nicht mehr vor, jedoch die 1290 erfolgte Bestätigung durch den Bamberger Bischof Arnold von Solms.
Mehrere Gründe haben zur Gründung des Klosters beigetragen. Die Schlüsselberger als einflussreiches Geschlecht schufen dort ihr Hauskloster mit eigener Grablege. Dies geschah als Ausdruck der Frömmigkeit und für das eigene Seelenheil. Zudem bot das Kloster eine Möglichkeit, unverheiratete Töchter der eigenen Familie sowie weiterer Adelsfamilien der näheren Umgebung unterzubringen. Die Anzahl der Nonnen bewegte sich um die 20, zu denen ab dem 14. Jahrhundert auch einige Patriziertöchter gehörten.
1295 wurde die Abtei in den Orden der Zisterzienserinnen inkorporiert. Als Visitator wurde der Abt von Ebrach durch den Abt von Langheim abgelöst, von wo auch Kapläne, Beichtväter und Konversen entsandt wurden. Erste Nonnen kamen wahrscheinlich aus dem Kloster Mariaburghausen, dem auch die erste Schlüsselauer Äbtissin Gisela von Schlüsselberg, Tochter des Klosterstifters Eberhard, angehört hatte. Als Initiator des Kirchenbaus gilt Gottfried von Schlüsselberg († 1308), dessen Grabmal erhalten blieb und auf dessen Stifterrolle hinweist. Nach ihm trat Konrad II. von Schlüsselberg als Zustifter für „nostrum ac nostrorum progenitorum plantata“ auf. So übereignete er 1330 als Lehnsherr das Gut des Ulrich von Aisch in Uttstadt am linken Ufer der Aisch dem Kloster Schlüsselau. Unter Giselas Nachfolgerinnen Elisabeth von Eckersdorf (1309–1339) und Anna von Schlüsselberg (1339–1379) wurde die gotische Kirche bis um 1350 in ihrer heutigen Größe fertiggestellt und der Schmerzhaften Dreifaltigkeit geweiht.

### Äbtissin Anna von Schlüsselberg
Nachdem mit Konrad II. von Schlüsselberg 1347 der letzte männliche Schlüsselberger, der die Klostervogtei innehatte, im Kampf gegen den Burggrafen von Nürnberg und die Bischöfe von Bamberg und Würzburg gefallen war, bedurfte das Kloster eines neuen Schutzherren. 1356 gelang es Konrads mutmaßlicher Tochter Anna von Schlüsselberg, seit 1339 Äbtissin von Schlüsselau, einen kaiserlichen Schutzbrief zu erlangen. Kaiser Karl IV. bestätigte ihr zudem die Rechte des Klosters, das über eine eigene Hochgerichtsbarkeit verfügte.
Anna von Schlüsselberg (1339–1379) wird als wichtigste Äbtissin angesehen, da sie dem Kloster im Zuge der Schlüsselberger Erbauseinandersetzung zu weiterem Grundbesitz und neben der rechtlichen auch zu einer tragfähigen wirtschaftlichen Grundlage verhalf. So überdauerte das abgeschiedene und vergleichsweise bescheidene Kloster das Gründergeschlecht und blieb von weiteren Komplikationen lange Zeit verschont.

### Weitere Entwicklung
Nach der durch Gisela von Schlüsselberg († 1308), Elisabeth von Eckersdorf († 1339) und Anna von Schlüsselberg († 1379) geprägten Gründerzeit folgten als Oberinnen Anna von Zollern, Osanna von Streitberg, Kunigunde Stiebar, Elisabeth von Wiesenthau, Margarethe von Egloffstein, Brigitta Haut, Katharina von Aisch, Ursula von Truppach und schließlich Brigitta von Stiebar (1526 bis 1554).
Im Laufe der Zeit nahm die Anzahl der Konversen bzw. Laienschwestern ab, die die landwirtschaftlichen Arbeiten verrichteten. Privatbesitz unter den Nonnen wurde üblich. Pachteinnahmen blieben in Krisenzeiten teilweise aus.
Im frühen 16. Jahrhundert begann die Wallfahrt zur Schmerzhaften Heiligsten Dreifaltigkeit, die bis heute stattfindet.

### Niedergang des Klosters
Im Bauernkrieg wurde das Kloster mehrfach heimgesucht und 1525 durch einen Brand zerstört. Die vorletzte Äbtissin Ursula von Truppach und die Nonnen waren in den Schlüsselauer Hof auf dem Kaulberg in Bamberg geflohen. Die Äbtissin starb im Bamberger Exil, die Nonnen kehrten erst 1528 wieder zurück. Das Kloster wurde zwar nach historischem Vorbild wieder aufgebaut. Im Zweiten Markgrafenkrieg wurde das Kloster jedoch am 22. April 1553 durch den Markgrafen Albrecht Alcibiades erneut zerstört. Eine Neubelebung fand nicht statt, stattdessen wurde das Kloster von der letzten Oberin Brigitta von Stiebar gegen eine Leibrente dem Hochstift Bamberg übergeben. Die Hochstiftsverwaltung zog die Liegenschaften ein und richtete das Amt Schlüsselau ein.

### Gescheiterte Wiederbelebung
Im 20. Jahrhundert wurde der Versuch unternommen, die Klostergebäude wieder mit einem Orden zu belegen. 1949 zogen sieben Karmelitinnen (OCarm) aus Holland in die historischen Gebäude ein, wegen der vorgefundenen Unzulänglichkeiten verließen sie Schlüsselau im Jahr 1968 wieder und richteten sich in Erlangen-Büchenbach neu ein.

## Klosterkirche
Unter Fürstbischof Johann Philipp von Gebsattel, der sich auch dem Ausbau der Giechburg verschrieben hatte, wurde die Kirche ab 1603 im Stil der Renaissance wieder hergerichtet. Auf den für die Zisterzienserinnen typischen Nonnenchor und das überhöhte Langhaus wurde beim Wiederaufbau verzichtet. Der wieder aufgebaute Konventsbau erhielt eine schmuckvolle Fassade mit Tor im Stil der Renaissance samt einem repräsentativen Vorplatz.
Die Ausstattung der Kirche stammt etwa von 1730, daran beteiligt war Martin Walther aus Bamberg. Weitere Baumaßnahmen fanden zwischen 1753 und 1765 statt, das Westwerk wurde 1895 neu errichtet.
In die Kirche gelangten auch wieder mehrere Einrichtungsgegenstände der Klosterzeit. Im Chor, ehemals in der Mitte des Presbyteriums stehend, befindet sich das Kenotaph des Kirchenstifters Gottfried von Schlüsselberg mit großem Wappen derer von Schlüsselberg. Die Inschrift lautet „Anno domini MCCCVIII nonas Junii obiit dilectus Gotfridus de Sluzzelberg fundator ecclesie istius“, das heißt: Im Jahre des Herrn 1308 starb am 5. Juni der ehrenwerte Gottfried von Schlüsselberg, der Gründer dieser Kirche (siehe Bild).
Übernommen wurde das Altarblatt am Hochaltar, das jedoch in der Höhe verlängert und übermalt wurde; die Nebenfiguren am Hochaltar stammen von Franz Anton Schlott. Die Schmerzhafte Dreifaltigkeit aus dem Hochaltar von 1603, auch als Gnadenstuhl bekannt, befindet sich an der südlichen inneren Außenwand. Ein überlebensgroßes Kruzifix mit den Evangelistensymbolen an den Kreuzesenden stammt aus dem 14. Jahrhundert. Eine Vespergruppe wird um 1420 datiert, es ist eine nürnbergische Arbeit aus gebranntem Ton. Zwölf Passionsreliefs aus dem 16. Jahrhundert waren wohl ursprünglich Bestandteile eines Altars. Ein Gemälde mit der Darstellung der heiligen Sippe folgt der Tradition der Dürernachfolger aus dem 16. Jahrhundert.